# Иоасаф (Мохов)
Иоасаф Мохов (1779 — после 1825) — архимандрит Русской православной церкви; педагог и ректор Киево-Могилянской академии.
Родился в 1779 году в семье священника; происходил из малороссийских дворян. Образование получил в Киево-Могилянской академии, по окончании курса в которой, 13 сентября 1801 года, был определён учителем в Полтавскую духовную семинарию. 
Принял монашество 14 февраля 1809 года с именем Иоасаф, 21 марта рукоположен в иеродиакона, 25 марта — во иеромонаха; в августе того же года получил звание соборного иеромонаха Киево-Печерской лавры; состоял присутствующим Полтавской духовной консистории. 
14 марта 1810 года Иоасаф Мохов был назначен в Киево-Могилянскую академию учителем философии, а с 10 ноября того же года состоял в ней и префектом. 14 января 1813 года отец Иоасаф был назначен настоятелем Киево-Печерского училищного монастыря, 14 февраля 1814 года произведен в архимандриты; 17 февраля того же года назначен руководителем Академии и учителем богословия. 
30 января 1817 года, за неповиновение киевскому митрополиту Серапиону Александровскому в хозяйственных делах монастыря, по настоянию митрополита, Иоасаф Мохов был отрешен от всех своих должностей и помещен в Киево-Печерскую лавру в число рядовых иеромонахов. В декабре 1825 года, по ходатайству киевского митрополита Евгения Болховитинова, ему назначена архимандричья пенсия. 
О дальнейшей судьбе Иоасафа Мохова сведений не сохранилось.